# Сердюков, Андрей Николаевич
Андре́й Никола́евич Сердюко́в (род. 4 марта 1962, пос. Углегорский, Тацинский район, Ростовская область, РСФСР, СССР) — российский военачальник. Командующий Воздушно-десантными войсками Российской Федерации (4 октября 2016 — 16 июня 2022), генерал-полковник (2015), Герой Российской Федерации (2020). Заслуженный военный специалист Российской Федерации (2012).

## Биография
В 1983 году окончил Рязанское высшее воздушно-десантное командное училище имени Ленинского комсомола (7 рота). По окончании училища в 1983—1985 годах служил в должности командира взвода разведывательной роты 104-й гвардейской воздушно-десантной дивизии (Кировабад, АзССР).
В 1993 году окончил Военную академию имени М. В. Фрунзе.
В 1993—1995 годах — заместитель командира, в 1995—1997 годах — командир 237-го гвардейского парашютно-десантного Торуньского полка, в 1997—1999 годы — командир 104-го гвардейского десантно-штурмового полка, в 1999—2002 годы — заместитель командира 76-й гвардейской воздушно-десантной Черниговской дивизии (г. Псков).
В дальнейшем занимал должности: командира 138-й отдельной гвардейской мотострелковой Красносельской бригады в Ленинградском военном округе (пос. Каменка) с марта 2002 по июнь 2004 года, командира 106-й гвардейской воздушно-десантной дивизии (г. Тула) с 2004 по 2007 год.
В 2009 году окончил с золотой медалью Военную академию Генерального штаба Вооружённых сил Российской Федерации. Назначен заместителем командующего 5-й общевойсковой армией Дальневосточного военного округа (с 2010 — Восточного военного округа).
С января 2011 по февраль 2013 года — командующий 5-й общевойсковой армией Восточного военного округа (г. Уссурийск).
С февраля по октябрь 2013 года — заместитель командующего войсками Южного военного округа. В 2014 году принимал участие в аннексии Крыма Российской Федерацией. С октября 2013 года — начальник штаба — первый заместитель командующего войсками Южного военного округа, с декабря 2015 по октябрь 2016 года — командующий 12-м командованием резерва Южного военного округа.
Указом Президента Российской Федерации от 4 октября 2016 года назначен командующим Воздушно-десантными войсками.
В связи с событиями на востоке Украине в мае 2017 года включён в санкционный список Украины.
15 сентября 2017 года, возвращаясь с военных учений, попал в ДТП в Мурманской области. А. Н. Сердюков получил тяжёлые травмы головы и перелом позвоночника. Из-за полученных травм не состоялось назначение генерал-полковника Сердюкова командующим Группировкой Вооружённых Сил РФ в Сирии, которое планировалось на конец 2017 года.
С 10 апреля по сентябрь 2019 года — командующий Группировкой войск Вооружённых Сил Российской Федерации в Сирийской Арабской Республике. За время его командования российским войскам в Сирии удалось разгромить формирования террористов в южных районах провинции Идлиб и взять под контроль сирийских войск значительную часть северо-востока Сирии.
В январе 2022 года — командующий Коллективными миротворческими силами ОДКБ в Республике Казахстан.
В июне 2022 года СМИ сообщили о том, что Сердюков освобождён от должности командующего Воздушно-десантными войсками России.
По состоянию на март 2023 года — командующий Группировкой войск Вооружённых Сил Российской Федерации в Сирийской Арабской Республике, в мае 2023 года продолжал оставаться в этой должности.
С ноября 2023 года — начальник Объединенного штаба ОДКБ.
Участник Первой и Второй чеченских войн, марш-броска сводного батальона ВДВ на Приштину и военной операции России в Сирии.
Член редакционной коллегии журнала «Военная мысль».

## Санкции
С 2018 года находится в санкционном списке Украины как ответственный «за размещение российских войск в Украине».
21 апреля 2022 года, после нападения на Украину, внесён в санкционный список Великобритании за «активное участие в продолжающемся вторжении России в Украину, включая воздушное нападение на город Харьков».
6 мая 2022 года внесён в санкционный список Канады за «соучастие в выборе президента Путина вторгнуться в мирную и суверенную страну».
По аналогичным основаниям включён в санкционные списки Австралии и Новой Зеландии.

## Награды

#### Государственные
- Герой Российской Федерации (2020)[17];
- Орден «За заслуги перед Отечеством» III степени с мечами;
- Орден «За заслуги перед Отечеством» IV степени с мечами;
- Орден Александра Невского;
- Орден Мужества;
- Орден «За военные заслуги»;
- Орден Почёта;
- Орден Дружбы;
- Орден «За службу Родине в Вооружённых Силах СССР» III степени;
- Медали СССР и Российской Федерации;
- Орден «За заслуги перед Республикой Дагестан» (2024)[18];
- Заслуженный военный специалист Российской Федерации (2012).

#### Региональные
- Орден «За верность долгу» (Республика Крым, 6 октября 2015 года) — за самоотверженное служение делу обеспечения безопасности страны, граждан России, ответственность и высокий профессионализм[19];
- Почётный гражданин Тацинского района Ростовской области[20].